# Bulbostylis schraderiana
Bulbostylis schraderiana är en halvgräsart som först beskrevs av Ernst Gottlieb von Steudel, och fick sitt nu gällande namn av Alan Ackerman Beetle. Bulbostylis schraderiana ingår i släktet Bulbostylis och familjen halvgräs. Inga underarter finns listade i Catalogue of Life.